# Aichi Kokuki
Aichi Kokuki KK (愛知航空機株式会社, Aichi Kōkūki Kabushiki Kaisha, Aichi Aircraft Co., Ltd.) (愛知航空機株式会社, Aichi Kōkūki Kabushiki Kaisha, Aichi Aircraft Co., Ltd.) va ser un fabricant d'aeronaus japonès que va produir diversos dissenys per l'Marina Imperial Japonesa. Després de la guerra, l'empresa va ser reorganitzada com Aichi Machine Industry Co., Ltd (愛知機械工業), on van fer petits cotxes kei fins que al 1966 van ser integrats a Nissan i van desenvolupar el Nissan Sunny i la Nissan Vanette.

## Aichi Watch and Electric Manufacturing
L'empresa va ser establerta l'any 1898 a Nagoya com Aichi Tokei Denki Seizo Kabushiki Kaisha (Aichi Watch and Electric Manufacturing Co., Ltd.). No va ser fins al 1920 què va iniciar la producció d'aeronaus, amb l'assistència tècnica de Heinkel, què va influir en alguns dels seus dissenys. Més tard, amb el suport de la Marina Imperial Japonesa, l'empresa va començar fer hidroavions utilitzant la tecnologia importada de Short Brothers al Regne Unit.
Durant el període entre guerres, Aichi era va ser el beneficiari de la tecnologia transferida de l'alemanya Heinkel Flugzeugwerke. En aquells temps, un equip de la Societat de Nacions visitava ocasionalment als fabricants d'aeronaus alemanys per controlar la prohibició en recerca i producció d'aeronaus militar.
El 1943 la divisió d'aeronaus es va separar per formar la Aichi Kokuki Kabushiki Kaisha (Aichi Aircraft Co., Ltd.).

## Llista d'aeronaus
- Aichi AB-2
- Aichi AB-3
- Aichi AB-4
- Aichi AB-6
- Aichi B7A (1942)
- Aichi D1A (1934)
- Aichi D3A (1938)
- Aichi E3A
- Aichi E8A
- Aichi E10A (1937)
- Aichi E11A
- Aichi E13A (1938)
- Aichi E16A (1942)
- Aichi F1A
- Aichi H9A
- Aichi M6A (1944)
- Aichi S1A

## Aichi Machine Industry
Després de la guerra, l'empresa va ser reorganitzada, passant a fabricarkei cars sota la marca Cony al Japó. El seu successor actual, Aichi Kikai Kōgyō Kabushiki Kaisha (Aichi Machine Industry Co., Ltd.), és integrat a l'estructura corporativa de Nissan.

## Contribucions a l'automoció

### Motors Nissan
- Motor Nissan A
- HR15DE / HR16DE
- CR12DE / CR14DE
- QG13DE / QG15DE / QG16DE / QG18DE

### Vehicles fabricats
- Nissan Cherry
- Nissan Sunny
- Nissan Vanette
- Nissan Serena (Largo)
- Cony Guppy, un microcotxe biplaça
- Cony 360 Wide, una microvan/minicamió
- Cony Giant 360, predecessor del Cony 360
- Cony 360 un kei car d'un sol passatger